# Capitool van Californië

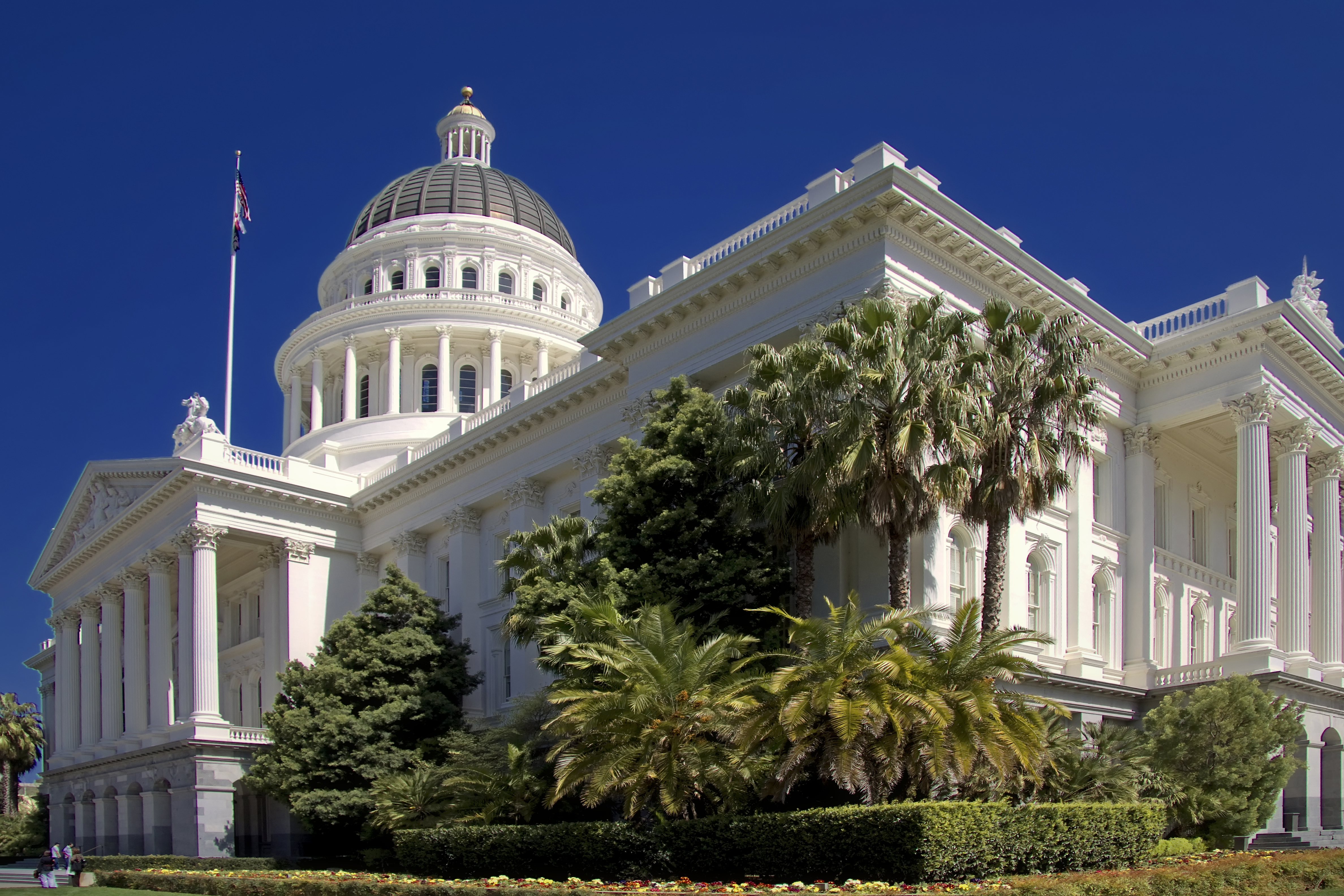
California State Capitol

Het Capitool van Californië (Engels: California State Capitol) is de zetel van de wetgevende en uitvoerende macht van de Amerikaanse staat Californië en bevindt zich in de hoofdstad Sacramento. Het Capitool huisvest de California State Legislature, zijnde de California State Assembly en de Senaat van Californië. Daarnaast heeft de gouverneur van de staat er zijn kantoor.
Het Capitool is een prominent bouwwerk in neoclassicistische stijl. Het werd in de periode 1861-1874 gebouwd naar een ontwerp van Reuben Clark. In 1906 werd het gebouw zwaar beschadigd na een aardbeving waarna er brand uitbrak. In 1951 werd het gebouw uitgebreid met een oostelijke vleugel. Hier werd voortaan de uitvoerende macht ondergebracht. Het Capitool van Californië is sterk geïnspireerd op het Capitool in Washington, de zetel van de nationale wetgevende macht. Beide gebouwen bestaan uit twee vleugels. In de zuidelijke vleugel van het Capitool huist de Senaat en in de noordelijke vleugel de Assembly. Als symbool van democratie is boven de hal tussen beide vleugels een koepel geplaatst.
In het gebouw is tevens een museum over het Capitool gevestigd. Oorspronkelijk was ook het hooggerechtshof in het gebouw gevestigd.

## Fotogalerij

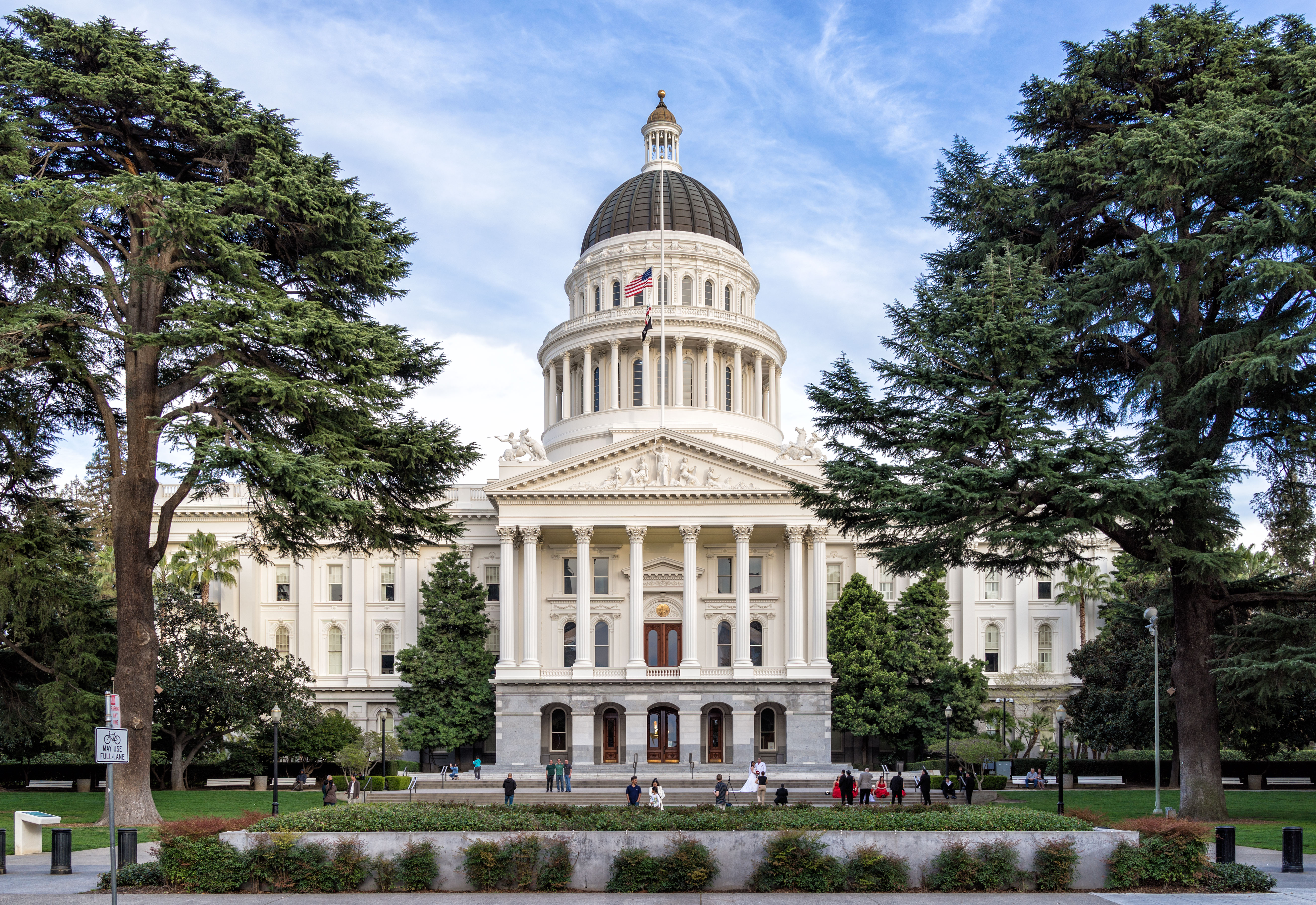
Capitool van Californië
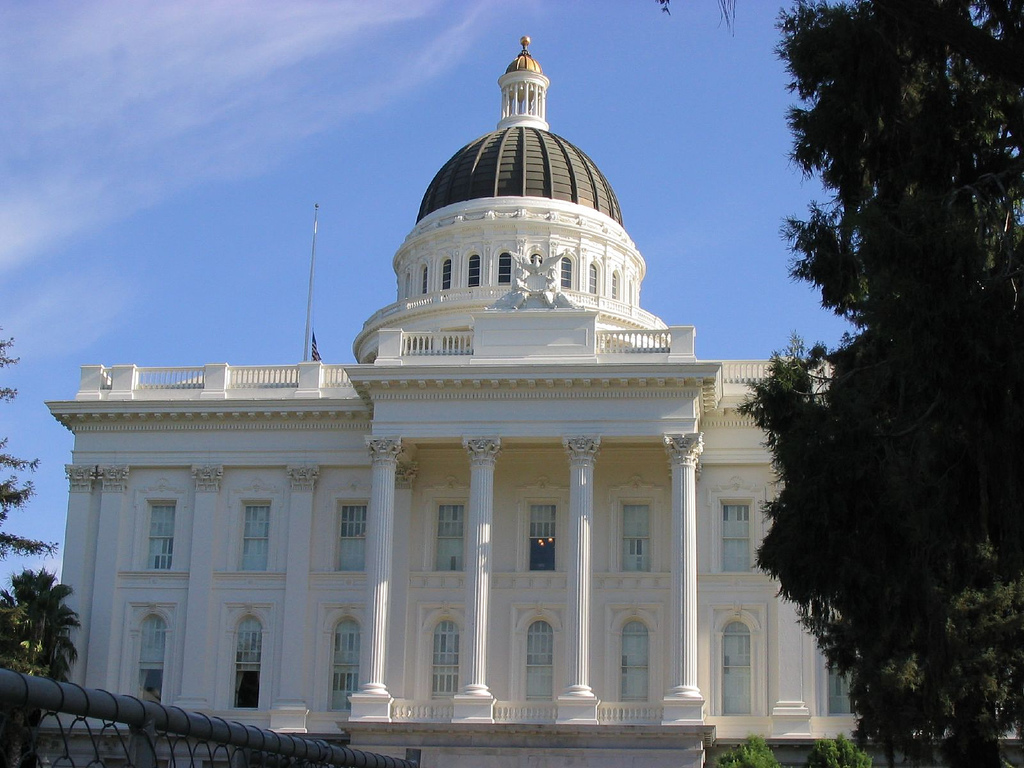
Oostvleugel
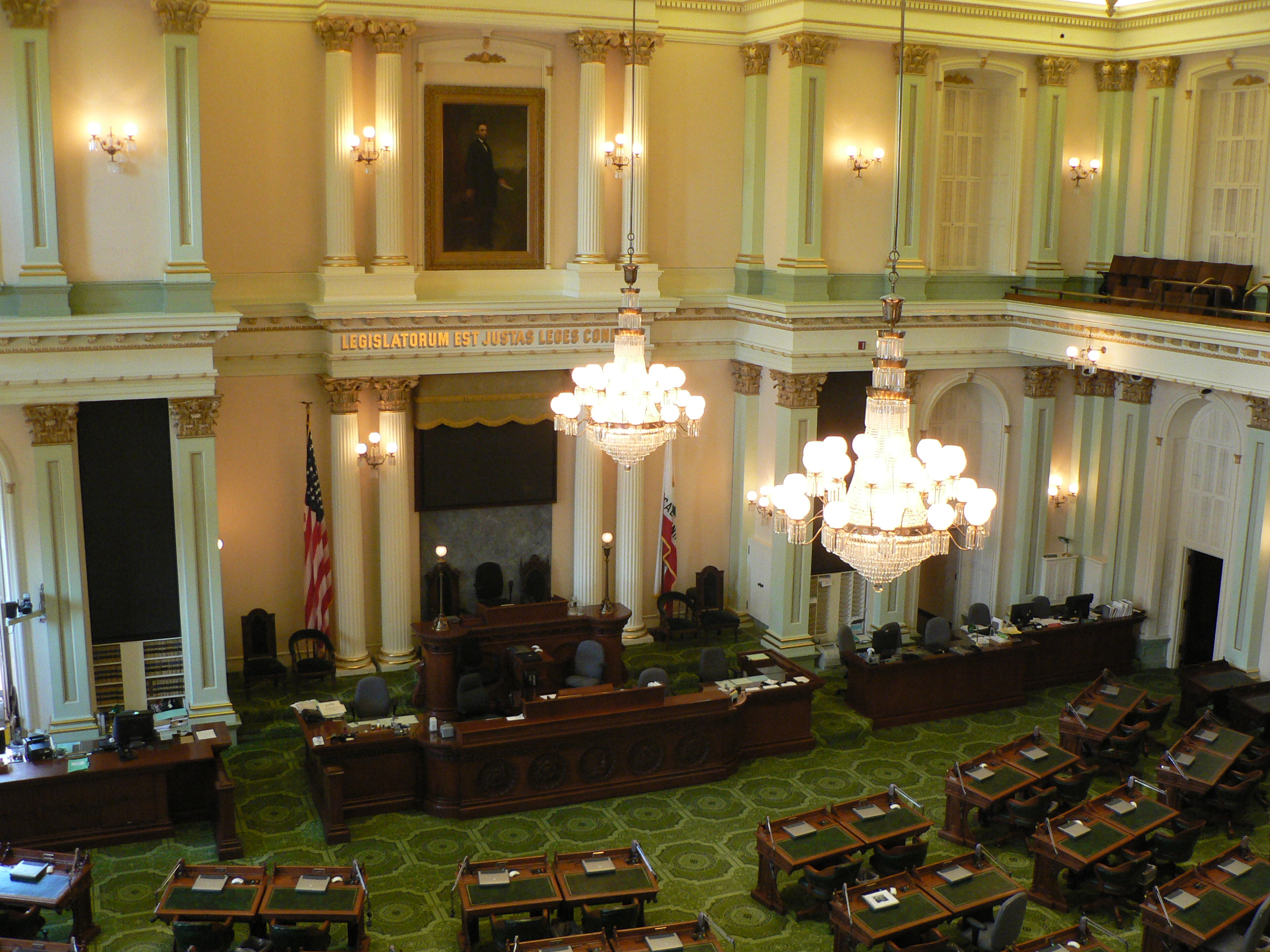
California State Assembly
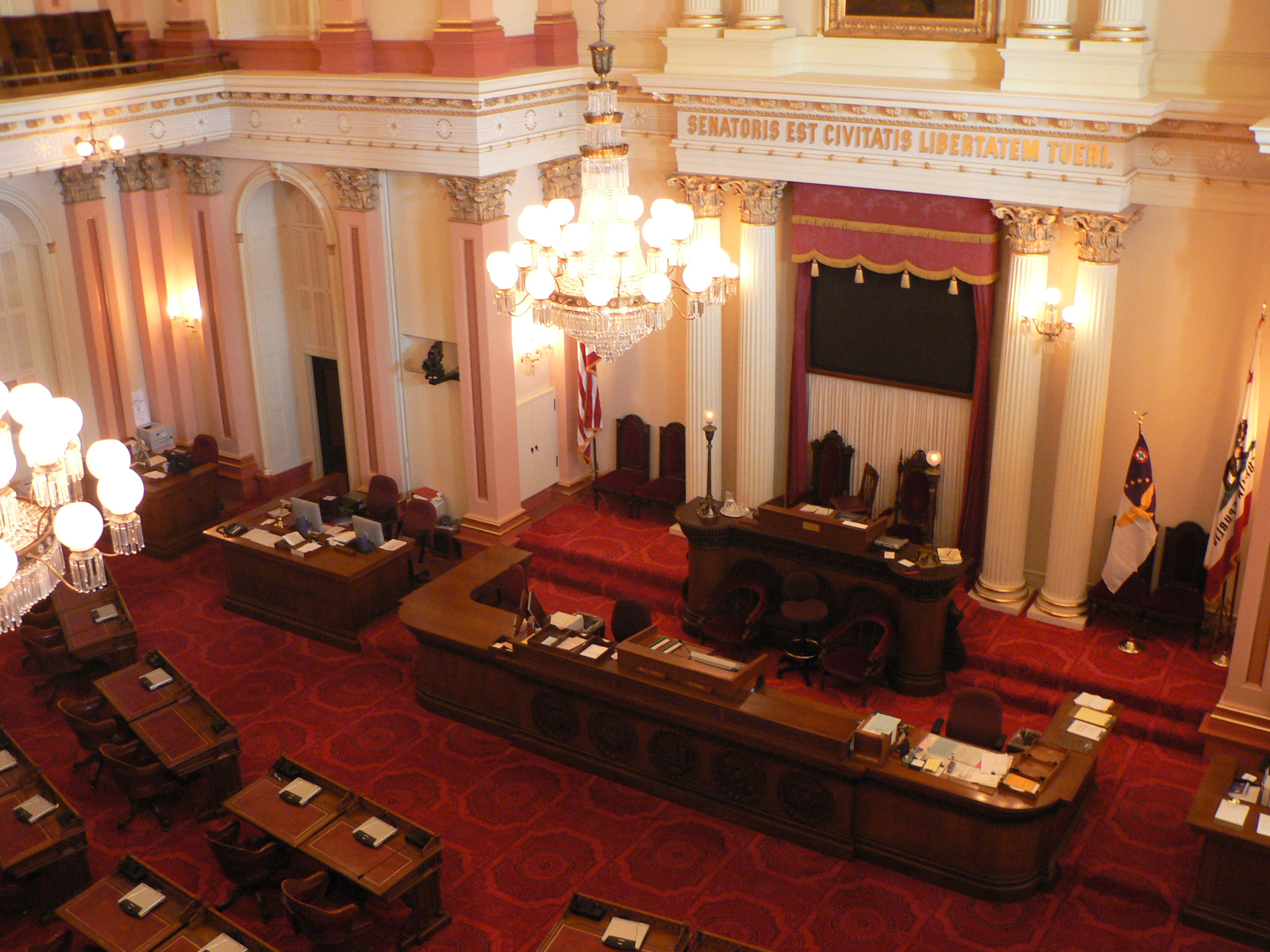
Senaat van Californië